# DDR-Bestenermittlung im Frauenfußball
Die DDR-Bestenermittlung im Frauenfußball war die Meisterschaft im Frauenfußball in der DDR. Rekordmeister war die BSG Turbine Potsdam.

Wappen DFV

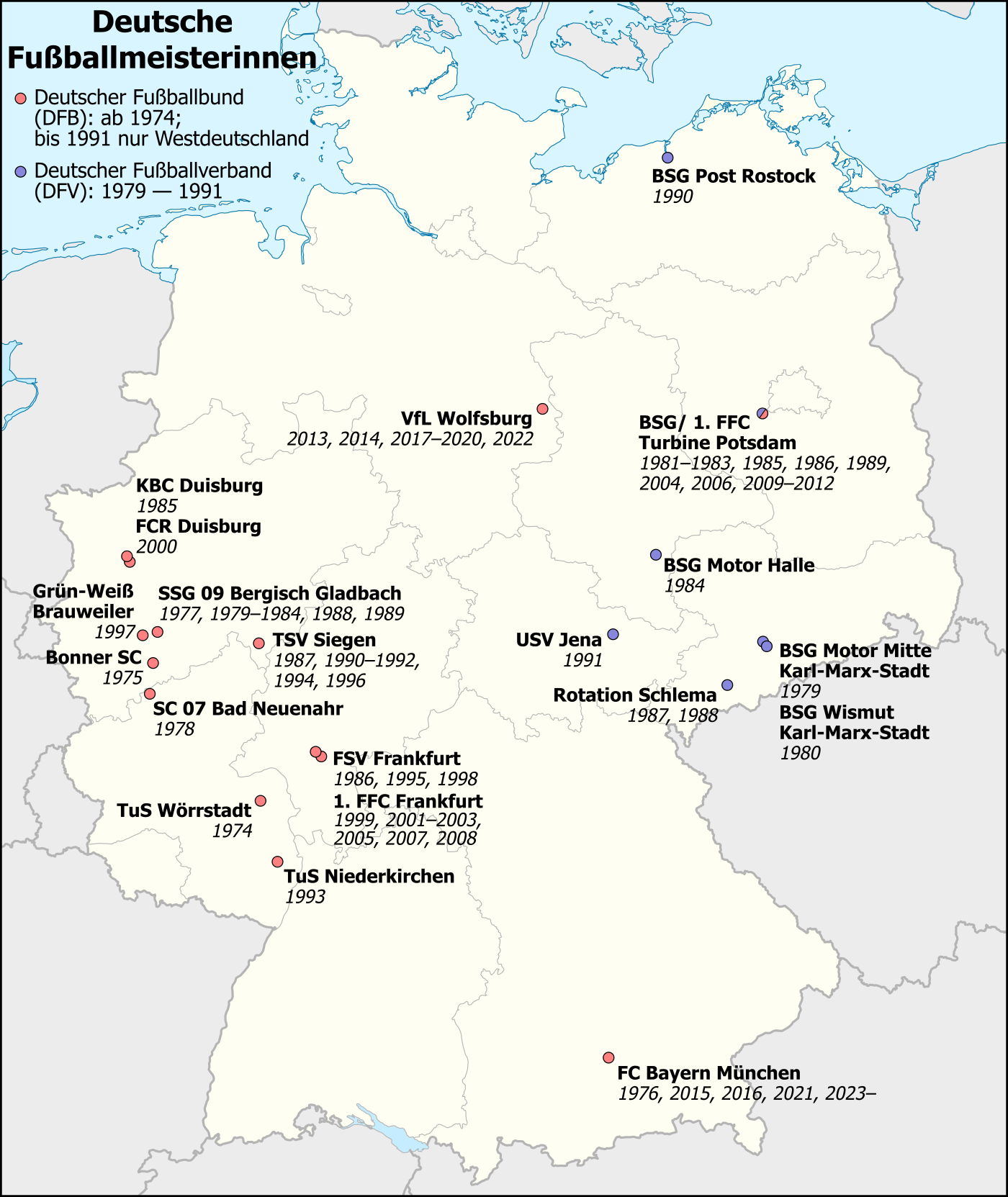
Deutsche Frauenfußballmeister seit 1974

Frauenfußball war zur damaligen Zeit keine olympische Sportart. Somit wurde die Meisterschaft ab 1979 durch eine Bestenermittlung entschieden. Hierfür qualifizierten sich im ersten Jahr vier, später fünf Mannschaften. Die besten Teams wurden durch Ausscheidungsturniere in den jeweiligen DDR-Bezirken ermittelt.

## Siegerliste

### Meisterschaftsturniere
Turniere zwischen 1979 und 1984:
| Jahr | Meister                         | Zweiter                    | Dritter                | Austragungsort                               |
| ---- | ------------------------------- | -------------------------- | ---------------------- | -------------------------------------------- |
| 1979 | BSG Motor Mitte Karl-Marx-Stadt | BSG Aufbau Dresden-Ost     | BSG Post Rostock       | Stadion der Freundschaft in Templin          |
| 1980 | BSG Wismut Karl-Marx-Stadt      | BSG Aufbau Dresden-Ost     | BSG Chemie Wolfen      | Sportforum Blankenburg in Blankenburg (Harz) |
| 1981 | BSG Turbine Potsdam             | BSG Chemie Wolfen          | BSG Chemie Leipzig     | Babelsberg                                   |
| 1982 | BSG Turbine Potsdam             | BSG Chemie PCK Schwedt     | BSG Chemie Leipzig     | Lauchhammer                                  |
| 1983 | BSG Turbine Potsdam             | BSG Wismut Karl-Marx-Stadt | BSG Chemie PCK Schwedt | Schwedt/Oder                                 |
| 1984 | BSG Motor Halle                 | BSG Turbine Potsdam        | BSG Rotation Schlema   | Colditz und Grimma                           |

### Meisterschaftsendspiele
Zwischen 1985 und 1990 wurden die Meisterschaften in Endspielen zweiter Teams, die in einem Turnier (1985 bis 1987) oder zweier Ligen (1987/88 bis 1989/1990) ermittelt wurden, ausgetragen.
| Jahr | Sieger               | Finalist                   | Erg.    | Spielort(e)      |
| ---- | -------------------- | -------------------------- | ------- | ---------------- |
| 1985 | BSG Turbine Potsdam  | BSG Wismut Karl-Marx-Stadt | 2:0     | Markkleeberg     |
| 1986 | BSG Turbine Potsdam  | BSG Motor Halle            | 4:1     | Dresden          |
| 1987 | BSG Rotation Schlema | BSG Wismut Karl-Marx-Stadt | 4:1     | Kamenz           |
| 1988 | BSG Rotation Schlema | BSG Turbine Potsdam        | 3:0 1:3 | Aue Babelsberg   |
| 1989 | BSG Turbine Potsdam  | BSG Rotation Schlema       | 3:1 2:3 | Babelsberg Aue   |
| 1990 | BSG Post Rostock     | BSG Wismut Chemnitz        | 6:1 4:2 | Chemnitz Rostock |

### Oberliga
Die letzte Spielzeit 1990/91 wurde die Meisterschaft in einer eingleisigen Oberliga ausgespielt.
| Pl | Verein                 | Tore  | Diff. | Punkte |
| -- | ---------------------- | ----- | ----- | ------ |
| 1  | Uni SV Jena            | 49:5  | +44   | 31:5   |
| 2  | FC Wismut Aue          | 67:15 | +52   | 29:7   |
| 3  | BSG Turbine Potsdam    | 59:24 | +35   | 28:8   |
| 4  | BSG Post Rostock (M/P) | 34:13 | +31   | 26:10  |
| 5  | Wismut Chemnitz        | 24:31 | −7    | 15:21  |
| 6  | BSG Motor Halle        | 15:38 | −23   | 14:22  |
| 7  | SV Johannstadt 90      | 20:34 | −14   | 13:23  |
| 8  | 1. FC Union Berlin     | 14:43 | −29   | 12:24  |
| 9  | BSG Fortschritt Erfurt | 13:53 | −42   | 6:30   |
| 10 | Handwerk Magdeburg     | 14:63 | −49   | 6:30   |